# HMS Snowberry (K166)
HMS Snowberry (K166) je bila korveta razreda flower Kraljeve vojne mornarice, ki je bila operativna med drugo svetovno vojno.

## Zgodovina
Še preden je bila ladja dokončana je bila 26. novembra 1940 predana Kraljevi kanadski vojni mornarici, kjer so jo preimenovali v HMCS Snowberry (K166). 8. junija 1945 je bila vrnjena Kraljevi vojni mornarici in bila avgusta 1947 razrezana v Middlesbroughu.